# Shinichi Terada
Pour les articles homonymes, voir Terada.
Shinichi Terada (寺田 紳一, Terada Shinichi) est un footballeur japonais né le 10 juin 1985. Il évolue au poste de milieu de terrain au Yokohama FC.

## Biographie
Shinichi Terada commence sa carrière professionnelle au Gamba Osaka. Afin de gagner du temps de jeu, il est prêté durant plusieurs saisons au Yokohama FC, club de J-League 2.
Shinichi Terada remporte la Ligue des champions de l'AFC en 2008 avec le Gamba Osaka.

## Palmarès
Avec le Gamba Osaka :
- Vainqueur de la Ligue des champions de l'AFC en 2008
- Champion du Japon en 2005
- Vainqueur de la Coupe du Japon en 2008
- Finaliste de la Coupe du Japon en 2006
- Vainqueur de la Coupe de la Ligue japonaise en 2007
- Finaliste de la Coupe de la Ligue japonaise en 2005